# John Della Penna
John Della Penna (ur. 27 maja 1951 w Buenos Aires, zm. 24 września 2019 w San Francisco) – argentyński kierowca wyścigowy, założyciel zespołu Della Penna Motorsports.

## Życiorys
W młodości był zainspirowany osiągnięciami Juana Manuela Fangio. W 1972 roku przeprowadził się do San Francisco i zakupił Crosslé 16F. Następnie zakupił Ralta RT4. W 1984 roku zajął trzecie miejsce w klasyfikacji dywizji wschodniej Formuły Atlantic, ale wskutek braku funduszy wkrótce potem zrezygnował ze ścigania. Następnie zaprzyjaźnił się z Jimem Vasserem, ojcem Jimmy'ego. W tym okresie wspierał ponadto kariery Willy'ego T. Ribbsa i Juana Manuela Fangio II. W 1990 roku zakupił Swifta DB-4 i założył zespół Della Penna Motorsports, który prowadził w Formule Atlantic przy współpracy z Genoa Racing. Kierowcą był wówczas Jimmy Vasser. Rok później partnerem zespołowym Vassera został Jamie Galles, a Vasser zdobył wicemistrzostwo serii. W 1994 roku nowym kierowcą zespołu został Richie Hearn, który zdobył wówczas wicemistrzostwo, a rok później mistrzostwo serii. Następnie zespół Della Penny uczestniczył w seriach IRL i CART. W 2000 roku zespół został rozwiązany.
W 2001 roku Della Penna wystąpił w filmie Wyścig jako szef zespołu. Następnie był komentatorem wyścigów w hiszpańskiej telewizji.